# لويس ماينارد
لويس ماينارد (بالإنجليزية: Lois Maynard) (22 يناير 1989 في المملكة المتحدة - ) هو لاعب كرة قدم بريطاني في مركز الدفاع. شارك مع منتخب سانت كيتس ونيفيس لكرة القدم. أما مع النوادي، فقد لعب مع نادي ترانمير روفرز لكرة القدم وStocksbridge Park Steels F.C. ‏ وChadderton F.C. ‏ وDaisy Hill F.C. ‏ وWinsford United F.C. ‏ وإف سي هاليفاكس تاون وFlixton F.C. ‏.

## وصلات خارجية
- لويس ماينارد على موقع قاعدة بيانات كرة القدم.إي يو (الإنجليزية)
- لويس ماينارد على موقع ناشيونال فوتبول تيمز (الإنجليزية)
- لويس ماينارد على موقع Soccerbase.com (لاعب) (الإنجليزية)
- لويس ماينارد على موقع Soccerway.com (الإنجليزية)